# Rada fotbalových asociací Jižní Afriky
Rada fotbalových asociací Jižní Afriky (anglicky Council of Southern Africa Football Associations, zkráceně COSAFA) je sdružení národních fotbalových asociací v Jižní Africe. COSAFA je jednou z pěti organizací Africké fotbalové konfederace. COSAFA pořádá několik turnajů a jejím nejznámějším turnajem je COSAFA Cup.

## Členské státy
Zakládajícími členy COSAFA byly: Angola, Botswana, Svazijsko, Lesotho, Malawi, Mosambik, Namibie, Jihoafrická republika, Zambie a Zimbabwe. Komory jsou jediným členem COSAFA, který je zároveň členem Unie arabských fotbalových asociací (UAFA). Reunion je pouze přidruženým členem COSAFA.
| Stát         | Federace                           | Vstup do COSAFA |
| ------------ | ---------------------------------- | --------------- |
| Angola       | Angolan Football Federation        | 1997            |
| Botswana     | Botswana Football Association      | 1997            |
| Jižní Afrika | South African Football Association | 1997            |
| Komory       | Comoros Football Federation        | 2007            |
| Lesotho      | Lesotho Football Association       | 1997            |
| Madagaskar   | Malagasy Football Federation       | 2000            |
| Malawi       | Football Association of Malawi     | 1997            |
| Mauricius    | Mauritius Football Association     | 2000            |
| Mosambik     | Mozambican Foottball Federation    | 1997            |
| Namibie      | Namibia Football Association       | 1997            |
| Seychely     | Seychelles Football Federation     | 2000            |
| Svazijsko    | Eswatini Football Association      | 1997            |
| Zambie       | Football Association of Zambia     | 1997            |
| Zimbabwe     | Zimbabwe Football Federation       | 1997            |

## Soutěže

### Národní týmy
- COSAFA Cup
- Mistrovství COSAFA U20 ve fotbale
- Mistrovství COSAFA v plážovém fotbale
- Mistrovství COSAFA v plážovém fotbale žen